# Mielina
La mielina és la substància lipídica que recobreix algunes neurones amb la finalitat de fer més ràpides les connexions entre unes neurones i d'altres (sinapsi). Recobreix la part basal de les neurones, anomenada axó. El nom de "substància blanca" (aplicat a les zones de teixit nerviós on predominen els axons) es deu al fet que la mielina és de color blanquinós. La beina de mielina té el seu inici a prop de l'origen de l'axó i finalitza poc abans de la seva ramificació terminal. Consisteix en làmines de la membrana plasmàtica glial enrotllades fermament al voltant de l'axó. Les beines de mielina són dipositades per les cèl·lules permanents a la neuroglia (cèl·lules de Schwann en el sistema nerviós perifèric i oligodentròcits en el SNC i exterior). Entre una cèl·lula de Schwann i una altra hi ha un espai anomenat nòdul de Ranvier en el qual no hi ha mielina.

## Estructura
Els axons, prolongacions de les neurones especialitzades en transmetre els impulsos nerviosos, estan sovint envoltats pel que es coneix com a beines de mielina. Aquestes beines són dipositades per les cèl·lules de Schwann en el sistema nerviós perifèric (SNP), mentre que en el sistema nerviós central i exterior (SNC) la mielinització és duta a terme pels oligodendròcits. L'ús del microscopi electrònic ha permès observar que la beina de mielina és una estructura multilaminar que consisteix en diverses capes de membrana plasmàtica de les cèl·lules de Schwann o oligodendròcits enrotllades fermament al voltant de l'axó. Mitjançant experiments duts a terme emprant empelts de nervis i anastomosi creuada entre nervis mielinitzats i no mielinizats (Weinberg i Spencer 1975, 1976) s'ha demostrat que tota cèl·lula de Schwann és capaç de produir mielina, sent l'axó el que estimula a aquesta última a iniciar la mielinització expressant elevats nivells de neurregulina-1 tipus III (una molècula situada a la superfície de l'axó) que la cèl·lula de Schwann reconeix. S'ha descobert que les cèl·lules de Schwann de les fibres mielinitzades expressen alts nivells de les proteïnes relacionades amb la mielina, mentre que les cèl·lules de Schwann dels axons no mielinitzats no les expressen.
La beina de mielina, la qual comença des de l'origen de l'axó i finalitza una mica abans de la seva ramificació terminal, és interrompuda a intervals regulars per constriccions anulars conegudes com a nòduls de Ranvier. El segment de mielina entre dos nòduls successius rep el nom de internòdul, el qual representa el territori d'una sola cèl·lula de Schwann. El nòdul de Ranvier, per tant, assenyala el límit entre dues cèl·lules adjacents. El gruix de la beina de mielina (determinat pel nombre de capes) i la distància entre els nòduls, és directament proporcional al diàmetre i a la longitud de l'axó.
Una cèl·lula de Schwann mielinitza només un axó, però al SNC cada oligodendròcit contribueix a la mielinització d'un axó diferent.

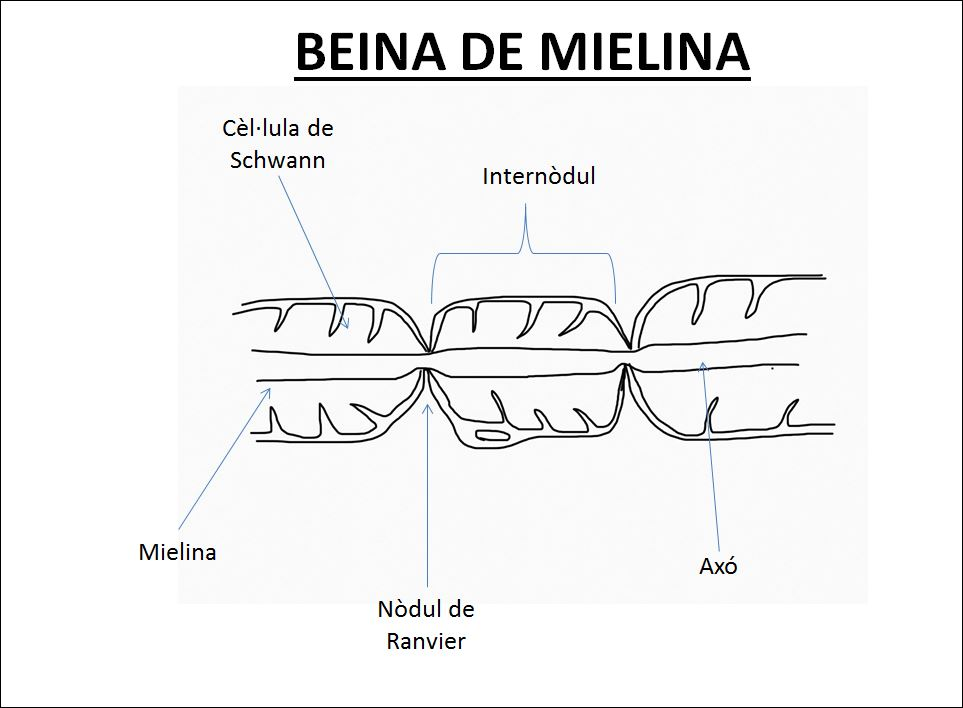
Representació esquematitzada de la beina de mielina.

Començant des de l'axó cap a fora, es poden observar les següents parts de la cèl·lula de Schwann: la membrana plasmàtica, el compartiment intern del citoplasma, la beina de mielina amb la seva disposició laminada, el compartiment extern del citoplasma i finalment la membrana plasmàtica de nou, envoltada per la làmina basal.
Si es visualitzen talls longitudinals d'un nervi tenyit amb tetraòxid d'osmi, es poden observar les anomenades incisures de Schmidt-Lanterman, les quals són zones en què hi ha espais entre les làmines de mielina a causa d'una ocasional retenció de citoplasma de la cèl·lula de Schwann entre les membranes.

## Composició
El microscopi electrònic permet visualitzar l'ultraestructura de la beina, la qual es veu com a capes alternes de material electrodens (línies més denses d'uns 3.5 nm de gruix) i menys dens (línies d'uns 5.5 nm de gruix). Per explicar això és necessari mostrar la membrana plasmàtica com una línia doble que representa les capes electrodenses externa i interna de proteïnes, separades per un interval radiolúcid format de lípids. Estudis de llum polaritzada han revelat que la mielina té una estructura molecular altament ordenada.

La mielina és un compost principalment lipoproteic. La seva composició varia depenent del tipus cel·lular que ho sintetitzi, tot i que generalitzant, està formada per un 40% d'aigua, i en sec, per un 70-85% de lípids i un 15-30% de proteïnes, junt amb glucolípids i glucoproteïnes. Les cèl·lules responsables de la síntesi de la mielina són les cèl·lules glials (cèl·lules de Schwann i oligodendròcits).  La composició de la mielina varia mínimament entre diferents espècies. Això es pot observar a les dades de la següents taules, en les quals es compara la composició de la mielina en un humà, una rata i un bou. Es pot observar com el percentatge dels diferents components bioquímics de la mielina varia només unes poques unitats. 
Composició bioquímica de la mielina de diferents espècies:
| COMPONENT             | HUMANA | BOU  | RATA |
| --------------------- | ------ | ---- | ---- |
| Proteïnes             | 21,3   | 22,3 | 36,0 |
| Lípids                | 78,7   | 77,7 | 64,0 |
| Gangliòsids           | 0,5    | 0,5  | 0,5  |
| Fosfatidilcolina      | 10,9   | 8,2  | 10,5 |
| Fosfatidiletanolamina | 13,6   | 15,1 | 18,0 |
| Fosfatidilserina      | 5,1    | 4,9  | 6,2  |
| Esfingomielina        | 4,7    | 5,1  | 3,4  |
| Colesterol            | 40,9   | 44,4 | 42,7 |
| Cerebròsids           | 19,7   | 19,8 | 16,9 |
| Altres lípids         | 5,1    | 2,5  | 2,3  |

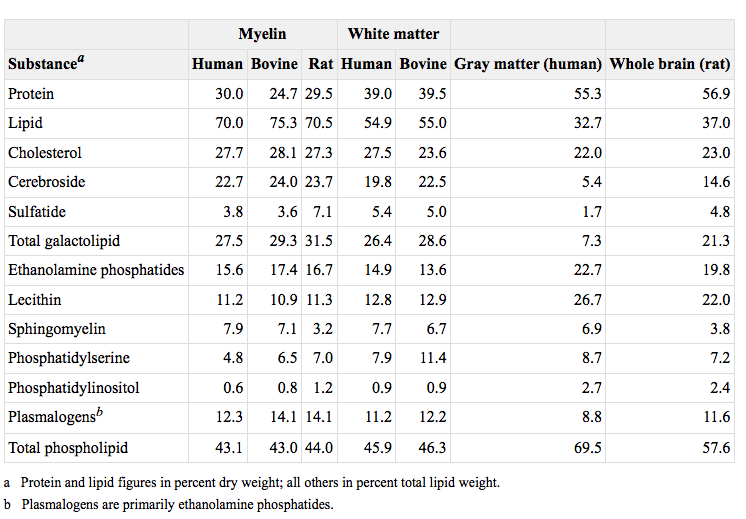
Composició de la mielina del SNC i del cervell

*Valors de les proteïnes, lípids i gangliòsids: percentatge sobre el pes de teixit sec. Valors de la resta de components: percentatge mol sobre el total de lípids.
Proteïnes:
Les dues principals proteïnes de la mielina del SNC són:
La proteïna proteolípida (PLP), coneguda també com a proteïna Folch-Less, i la proteïna de mielina carregada positivament (MBP). Nogensmenys, també s' han pogut observar altres proteïnes i glicoproteÏnes en quantitats considerablement menors.
MBP (Myelin basic protein): 
La proteïna bàsica de mielina (MBP) és la segona proteïna més abundant en el sistema nerviós central. Aquesta proteïna s'encarrega de l'adhesió de les superfícies citosóliques de les capes de la beina de mielina. Altra funció molt important de la MBP és la seva actuació com a proteïna d'unió a la membrana actínica, participant d'aquesta manera en la transmissió de senyals extracel·lulars al citotoesquelet (en oligodendròcits) i en els enllaços de la mielina. La MBP està també implicada en la senyalització, ja que els senyals extracel·lulars que arriben a la mielina o als oligodendròcits causen canvis en la seva fosforilació. Futurs estudis pretenen revelar com els oligodendròcits i la mielina fan servir aquesta proteïna per a altres propòsits.
Altres proteïnes importants de la mielina són les glicoproteïnes MAG (glicoproteïna associada a la mielina), la denominada proteïna 0 (P0) i les proteïnes perifèriques PMP-22. És important destacar que algunes d'aquestes proteïnes són molt importants com a molècules d'adhesió, ajudant en els processos d'adaptació i enrollament de las làmines de mielina de las cèl·lules de Schwann.
Qualsevol defecte en la síntesi o estructura d'aquestes proteïnes por tenir conseqüències molt greus per a la salut d'una persona, ja que pot conduir a malalties molt especifiques del Sistema Nerviòs com seria l'esclerosi múltiple.
Lípids:

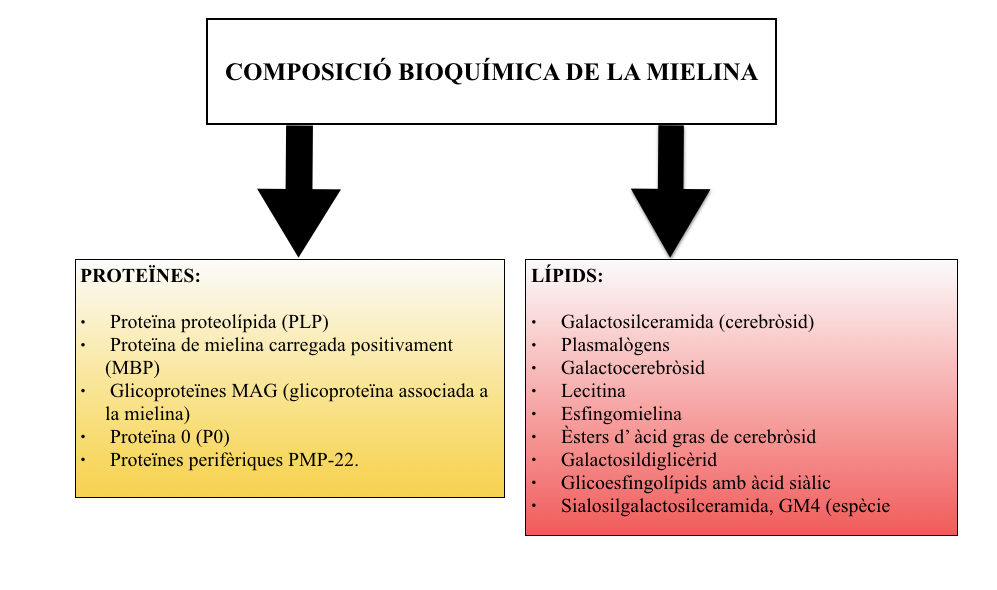
Composició bioquímica de la mielina.

La mielina conté abundants quantitats de galactosilceramida, un cerebròsid imprescindible per a la diferenciació oligodendroglial i l'estructura i funció especialitzades de la mielina. No obstant, conté també plasmalògens, en els quals hi trobem colesterol i etanolamida.
Un tipus de glucoesfingolípid, denominat galactocerebròsid, és el més important. Aquest lípid és ric en esfingomielina, un esfingofosfolípid constituït per un aminoalcohol denominat esfingosina, una cadena d'àcid gras i un grup fosfat.
Altres lípids que s' han trobat presents en la mielina són la lecitina, un grup ampli de lípids saponificables, i l'esfingomielina, trobada en quantitats relativament petites.
Per altra banda, també podem trobar èsters d'àcid gras de cerebròsid, galactosildiglicèrid (dos lípids basats en glicerol: diacilgliceril-galactósid i monoalquilmonoacilglicerilgalactòsid), glicoesfingolípids amb àcid siàlic; un glúcid monosacàrid, i conretament en espècies com la humana trobem un gangliòsid específic: la sialosilgalactosilceramida, GM4.

## Funcions de la mielina
La mielina actua com una mena d'aïllant, i aquesta disposició de recobriments nerviosos separats per petits espais crea el que anomenem conducció saltatòria, que fa més ràpida la transmissió de l'impuls nerviós. Això s'explica mes detalladament a l'apartat "Efectes de la mielinització".
La pèrdua de la mielina per malalties (desmielinització) ocasiona greus trastorns del sistema nerviós, ja que els impulsos elèctrics es transmeten més lentament o es perden a la meitat de l'axó.

## Efectes de la mielinització
La mielinització té diferents efectes sobre la conducció dels potencials d'acció pels axons.  
Els axons sense mielina en el SNP i el SNC, generalment tenen el diàmetre petit (menys de 1mm en el SNP i menys de 0.2 en el SNC). El potencial d'acció va de manera contínua pels axons degut a la distribució dels canals de sodi i potassi dependents de voltatge. Segons si el potencial d'acció envaeix una àrea de l'axó o un altre, despolaritza la regió que es troba davant d'aquest fent que l'impuls avanci al llarg de l'axó. En axons sense mielina l'activació de canals de sodi explica la fase de despolarització del potencial d'acció i l'activació dels canals de potassi que produeix la repolarització. 
Els axons amb mielina es troben recoberts per beines de mielina que tenen resistència elèctrica alta i capacitat baixa, lo qual li permet actuar com a aïllant. La beina de mielina no es contínua per tot l'axó sinó que es troba en segments petits seguits per intervals, d'aproximadament 1 mm, dels anomenats nòduls de Ranvier, on l'axó està exposat. A les fibres amb mielina, els canals de sodi i potassi sensibles al voltatge no es distribueixen de manera uniforme; Els canals de sodi per una part s'agrupen en alta densitat, que és al voltant de 1000 mm², a la membrana de l'axó en el nòdul de Ranvier. Per contra els canals de Potassi tendeixen a localitzar-se a la membrana axònica internodal i paranodal, és a dir, a la membrana de l'axó coberta per mielina. 
Donat que el flux de corrent a través de la mielina aïllant és insignificant, el potencial d'acció en axons amb mielina salta d'un nòdul al següent, el que anomenem conducció saltatòria, la qual en fibres amb mielina té diverses conseqüències importants. En primer lloc l'energia que requereix la conducció dels impulsos és més baixa en fibres amb mielina i, per tant, el cost metabòlic de la conducció també és més baix. En segon lloc la mielinització provoca un increment de la velocitat de conducció. Pels axons sense mielina la velocitat és proporcional a l'arrel quadrada del diàmetre, mentre que els axons amb mielina poden conduir impulsos a una velocitat molt més alta que un axó sense mielina de la mateixa mida.

## Malalties de la mielina
En el sistema nerviós perifèric, els autoanticossos de la mielina participen en diverses malalties; com el GQ1b en la variant de Miller-Fisher de la síndrome de Guillain-Barré, el GM1 en la neuropatia multifocal motora i els sulfàtids de la glucoproteïna associada a la mielina (MAG) en les neuropaties perifèriques que s'associen a les gammapaties monoclonals.
La proteïna homòloga de PLP (proteïna proteolipídica) en el sistema nerviós perifèric és la proteïna P0, les mutacions provoquen la malaltia neuropàtica coneguda com a síndrome de Charcot-Marie-Tooth (CMT) tipus 1B. La forma més freqüent de CMT és la 1A, que és provocada per una duplicació del gen PMP22; les pèrdues del gen PMP22 originen una altra neuropatia hereditària anomenada propensió hereditària a les paràlisis de pressió.

### Esclerosi Múltiple
En l'esclerosi múltiple, és probable que la proteïna bàsica de la mielina (Myelin basic protein, MBP), i la proteïna del SNC, quantitativament menor, anomenada glucoproteïna oligodendrocitària de la mielina (MOG), actuïn com a antigens per a les cèl·lules T i B, respectivament. La ubicació del MOG en la làmina més externa de la coberta de mielina de l'SNC fa que sigui l'objectiu dels autoanticossos.

### Esclerosi lateral amiotròfica
L'esclerosi lateral amiotròfica (ELA) és una malaltia neurològica progressiva, que ataca les cèl·lules nervioses (neurones) encarregades de controlar els músculs voluntaris. Aquesta malaltia pertany a un grup de malalties anomenat malalties de les neurones motores, que són caracteritzades per la degeneració gradual i mort d'aquest tipus de neurones i finalment de l'organisme.

### Mielinolisi central
La mielinolisi central pontina és una síndrome coneguda des de principis de la dècada del 1960. Consisteix en una desmielinització de la substància blanca cerebral, és a dir, la pèrdua de mielina que envolta les neurones i permet la transmissió d'estímuls. El seu mecanisme fisiopatològic es basa en els canvis osmòtics produïts en aquesta estructura en corregir de forma brusca una hiponatrèmia preexistent.
Alguns factors de risc que poden predisposar a la person a desencadenar aquesta patologia són: alcoholisme, desnutrició severa i alteracions hepàtiques greus.

### Malaltia de Baló
La malaltia de Baló o esclerosi concèntrica de Baló és una malaltia neurològica rara, caracteritzada per la desmielinització del cervell. Aquesta malaltia afecta típicament nens, encara que alguns casos s'han descrit en adults. Els símptomes inclouen paràlisi progressiva, espasmes involuntaris del múscul, i altres problemes neurològics. Les lesions consisteixen en plaques irregulars de desmielinització que s'estenen en una sèrie de cercles concèntrics.

### Leucodistròfies
Les leucodistròfia són trastorns genètics hereditaris resultants de la degeneració del greix de la beina de mielina que cobreix les fibres nervioses del cervell, i les glàndules adrenals. Aquesta destrucció de la mielina pot ser primària, per defecte dels enzims que participen en la formació o el manteniment de la mielina, o secundària, per processos de variat origen: vascular, infecciós, inflamatori, autoimmune o tòxic. Es basa en alteracions motores i visuals.